# بندر دیلم

محدوده استان بوشهر در قسمتی از نقشه ایران در دوره افشاریه در این نقشه نام بندر دیلم به انگلیسی Bender Delem ذکر شده است.

بندر دِیلَم یکی از شهرهای بندری استان بوشهر و مرکز شهرستان دیلم است.
این شهر غربی‌ترین نقطه استان بوشهر از لحاظ مختصات جغرافیایی و مسکونی بودن است.
مردم این شهر به زبان لری لیراوی سخن می‌گویند.       

## نگارخانه

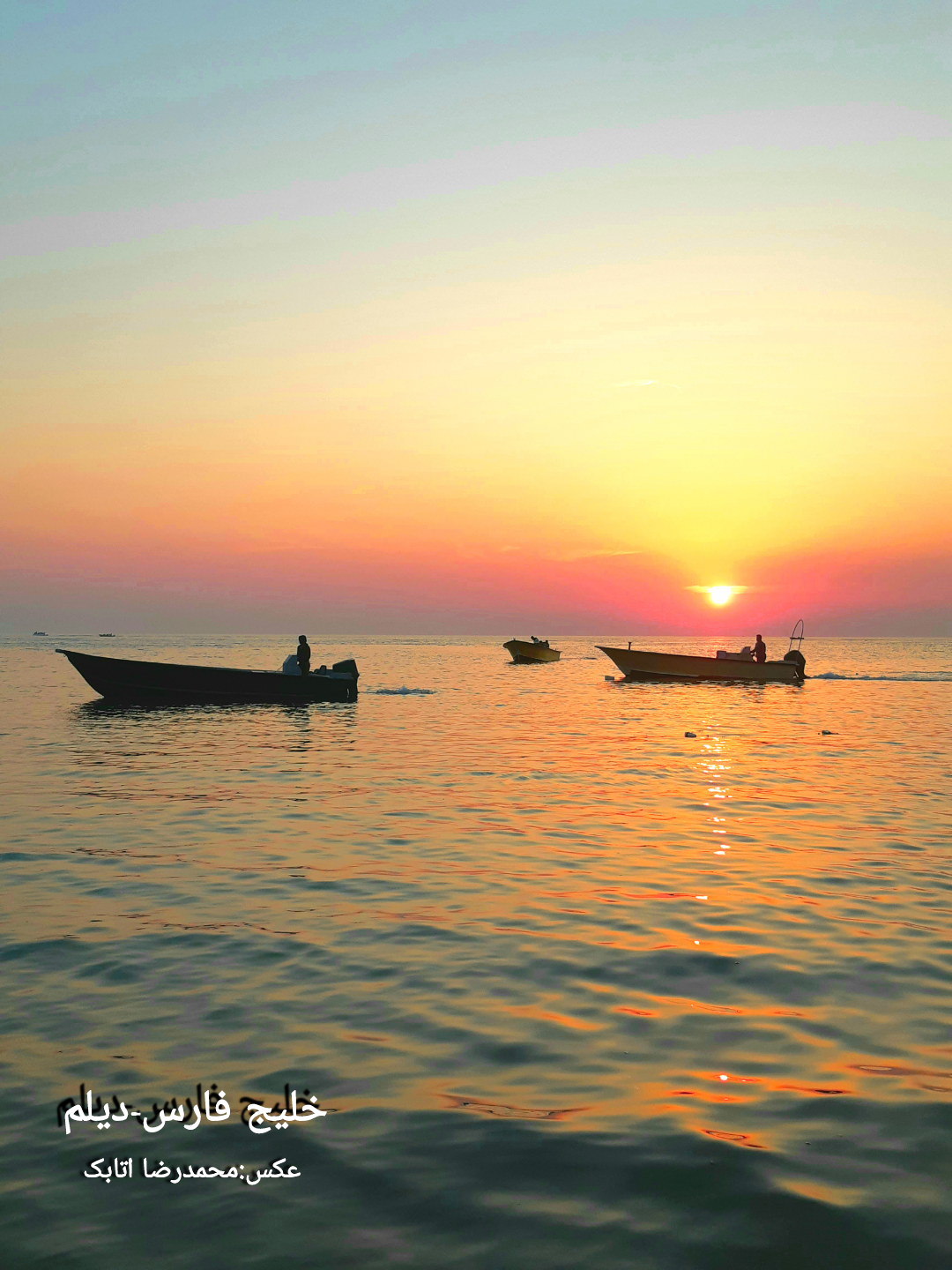
خلیج فارس-بندردیلم.

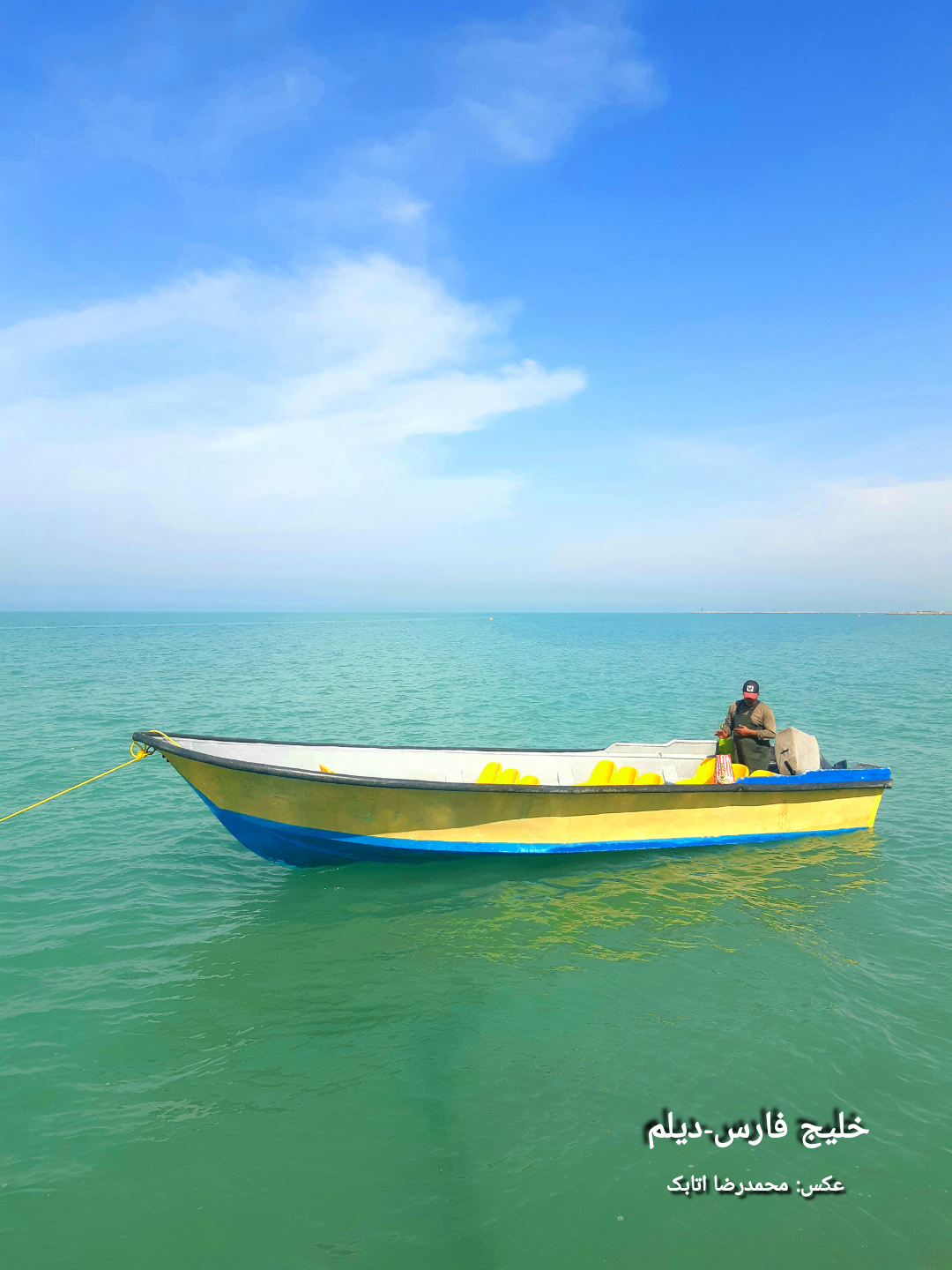
بندر دیلم

## جغرافیا

### موقعیت جغرافیایی
بندر دیلم در حدود ۲۰۰ کیلومتری بندر بوشهر و شمال غربی استان بوشهر نزدیک مرز مشترک استان‌های خوزستان و کهگیلویه و بویراحمد قرار دارد. در ماه‌های آذر، دی و بهمن آب و هوای این بندر معتدل و بقیه سال هوائی گرم و شرجی دارد. شهرستان دیلم دارای دو بخش مرکزی و امام حسن است. امام حسن دیلم از مراکز عمده فلات قاره و بهرگان محسوب می‌شود. همچنین تأسیسات مهم گازی در روستای سیاهمکان دیلم نقش مهمی در صنعت نفت و گاز دارد. از فرودگاه امام حسن در شهرستان دیلم به شهرهای تهران و شیراز پرواز وجود دارد.
مساحت شهرستان دیلم ۲۳۱۴ متر مربع هست.

### آب و هوا
بندر دیلم در طول جغرافیایی ۵۰ درجه و ۹ دقیقه و عرض جغرافیایی ۳۰ درجه و ۳ دقیقه و ارتفاع ۱۰ متری از سطح دریا قرار دارد. این بندر در ۲۳۲ کیلومتری شمال غربی بندر بوشهر و در ۷۲ کیلومتری جنوب بهبهان (در استان خوزستان) در ساحل خلیج دیلم در خلیج فارس قرار دارد. آب و هوای دیلم گرم و شرجی است.

## مردم‌شناسی

### مردم
مردم این شهرستان از قوم لر و بیشتر آن‌ها از لرهای لیراوی می‌باشند. و به زبان لری لیراوی سخن می‌گویند. وزرات فرهنگ و ارشاد اسلامی استان بوشهر می‌گوید: مردم دیلم از نژاد لر هستند و گویش لری دارند.

### گویش
گویش لری لیراوی یکی از گویش‌های زبان لری جنوبی گویش مردم این شهرستان است.

### جمعیت
بر پایه سرشماری عمومی نفوس و مسکن در سال ۱۳۹۵ جمعیت این شهر ۲۵٬۷۳۰ نفر (۷٬۳۵۹ خانوار) می‌باشد. و در سال ۱۳۸۵ جمعیت آن ۱۹٬۸۲۹ نفری (آمار رسمی ۱۳۸۵) بوده است.

## گردشگری
منطقه گردشگری و تفریحی جزیره بندرحماد از جاذبه‌های توریستی بندر دیلم می‌باشد. این منطقه با ۶۰ هکتار اراضی جنگلی بکر و فوق‌العاده زیبا و مشرف به دریای خلیج فارس می‌باشد.دانشگاه آزاد اسلامی مرکز دیلم در سال ۱۳۸۲ در این شهر تأسیس شد مرکز آموزش عالی این شهر است. این دانشگاه هم‌اکنون نزدیک به ۸۰۰ دانشجو در مقطع کاردانی و کارشناسی در رشته‌های حسابداری و رایانه و عمران و روان‌شناسی و الکتروتکنیک و مدیریت بازرگانی دارد. دانشگاه پیام نور و کاربردی نیز در مرکز این شهرستان شعبه دارند.
آبگاه وقف‌شده تنوب در حومه این شهر واقع است که در سال ۱۳۸۹ بازسازی شده است.
از جاذبه‌های دیگر دیلم: ساحلی بکر و دست نخورده درمیان دیگر سواحل استان بوشهر،
قلعه حصار،
قلعه آقاخان لیراوی (متعلق به دوره قاجار)،
اسکله دیلم - بازار ماهی فروشان، قبور شهدای گمنام،
کافه موزه دیلم (پذیرایی با لباس‌های تاریخی محلی جنوبی بندر دیلم)- فست فود پاتوق مزه (فست فودی با نمای زیبا و کاملاً چوبی که غذاهای جدید کُره ای و ترکیه ای را برای اولین بار در استان بوشهر ارائه داده و لوکیشنی زیبا دارد که روبروی لنج‌ها می‌باشد که پذیرای همشهریان و مسافران محترم است)
بازارها (کویتی‌ها - بازارچه ساحلی که متأسفانه در تاریخ ۱۳۹۹/۷/۱۰ به دلیلی نامعلوم طعمه حریق شد و تمام ۲۰۰ مغازه‌ای که در آن بود با تمام اجناس به تلی از خاکستر تبدیل شد - مجتمع تجاری دریم لند، مجتمع تجاری مسکونی نخل، مجتمع تجاری الماس و…)
مسجد نور مزین به تکه ای از پرده کعبه،
پارک‌های جنگلی واقع در روستاهای (بیدو - عامری و سیاهمکان)، بقعهٔ امامزاده جعفر واقع در روستای بنه خاطر، بقعه امام زاده حسن درشهر امام حسن، تپه‌های صخره ای ساحل بندر امام حسن، آبشار فصلی تمبتا واقع در کوهستان روستای عامری را می‌توان نام برد.

## اقتصاد
پیشه اکثر مردم این شهر بازرگانی و صیادی است. اجناس خارجی در این شهر با قیمت مناسب و ارزانتر از دیگر شهرهای ایران به فروش می‌رسد به طوری که از استان‌های همجوار و حتی دیگر استان‌ها برای خرید به این شهر می‌آیند. به همین دلیل در ایام تعطیل (نوروز، پنج شنبه و جمعه‌ها هر هفته) از شهرهای شلوغ استان بوشهر است. بندر مهرویان (دیلم) چه در زمان هخامنشیان و چه در زمان پارتها و اشکانیان همواره از پر رونق‌ترین بنادر جهان بوده است.

## مشاهیر
میرزا عبدالوهاب شریعت بهبهانی، حاج عبدالرسول بشیری، دیلمی پور، شیخ حسن معتمد، حاج ناصر مظفری، امیر حسن خان لیراوی از مشاهیر این شهرستان هستند

## نگاره‌ها

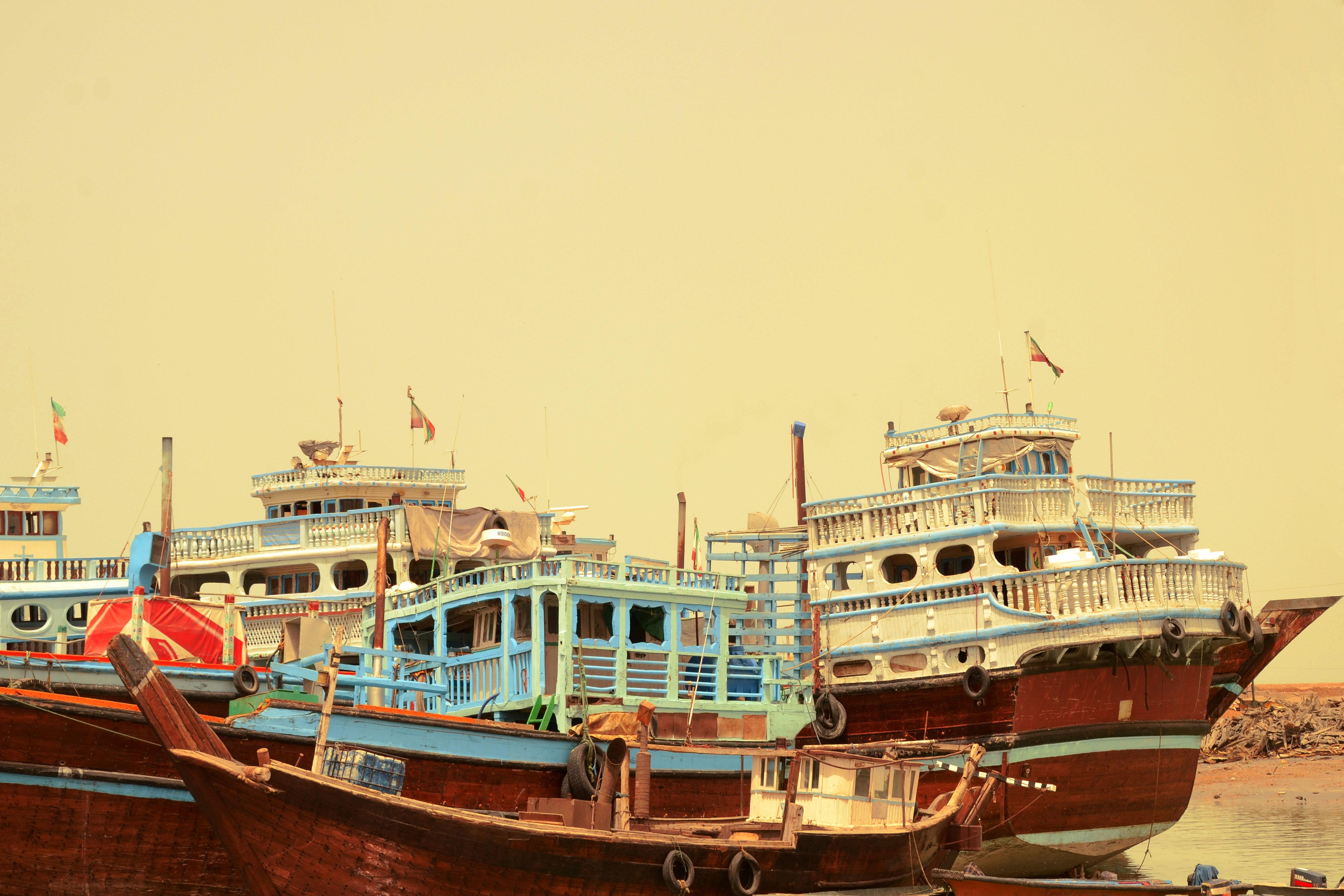
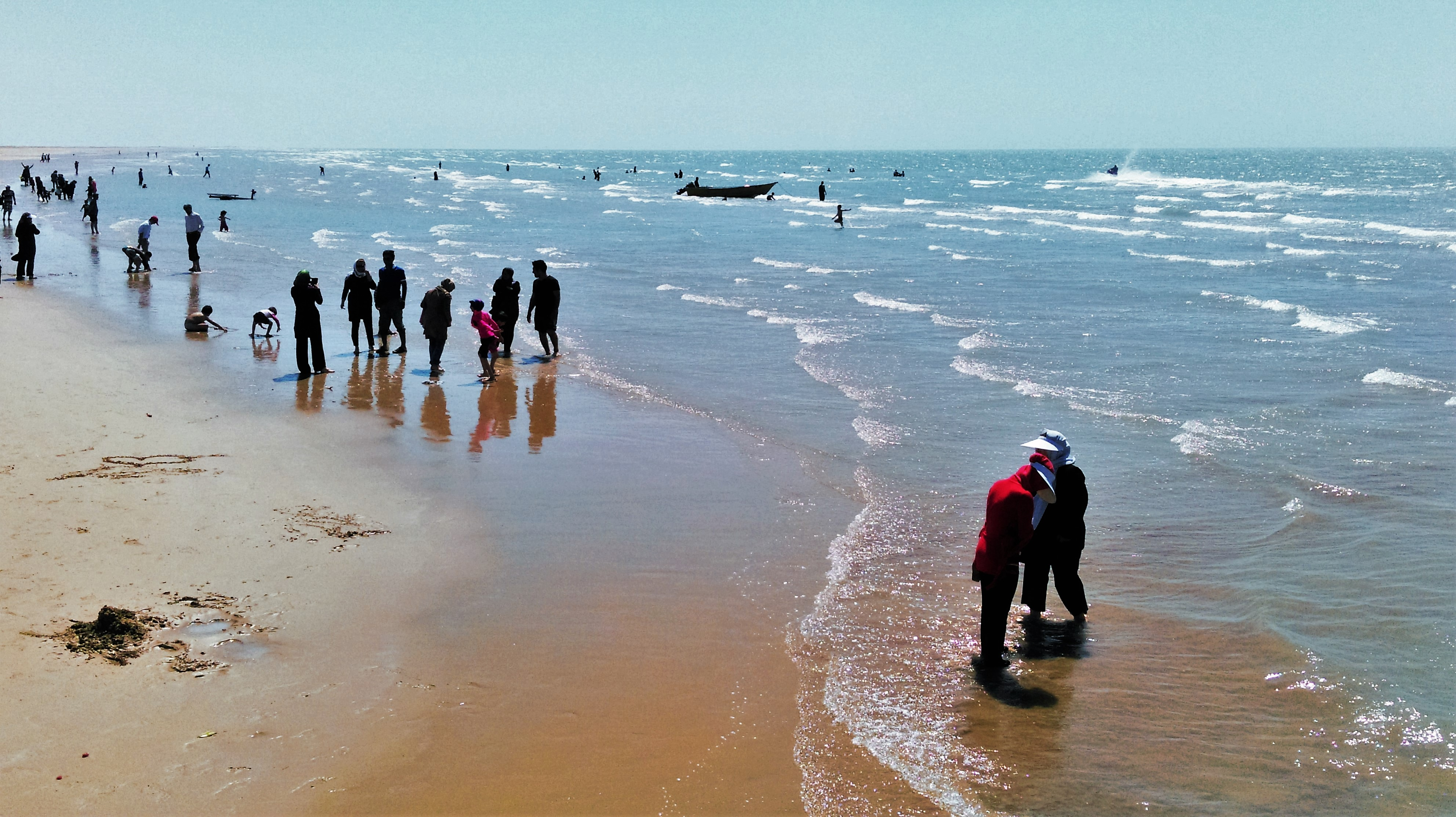
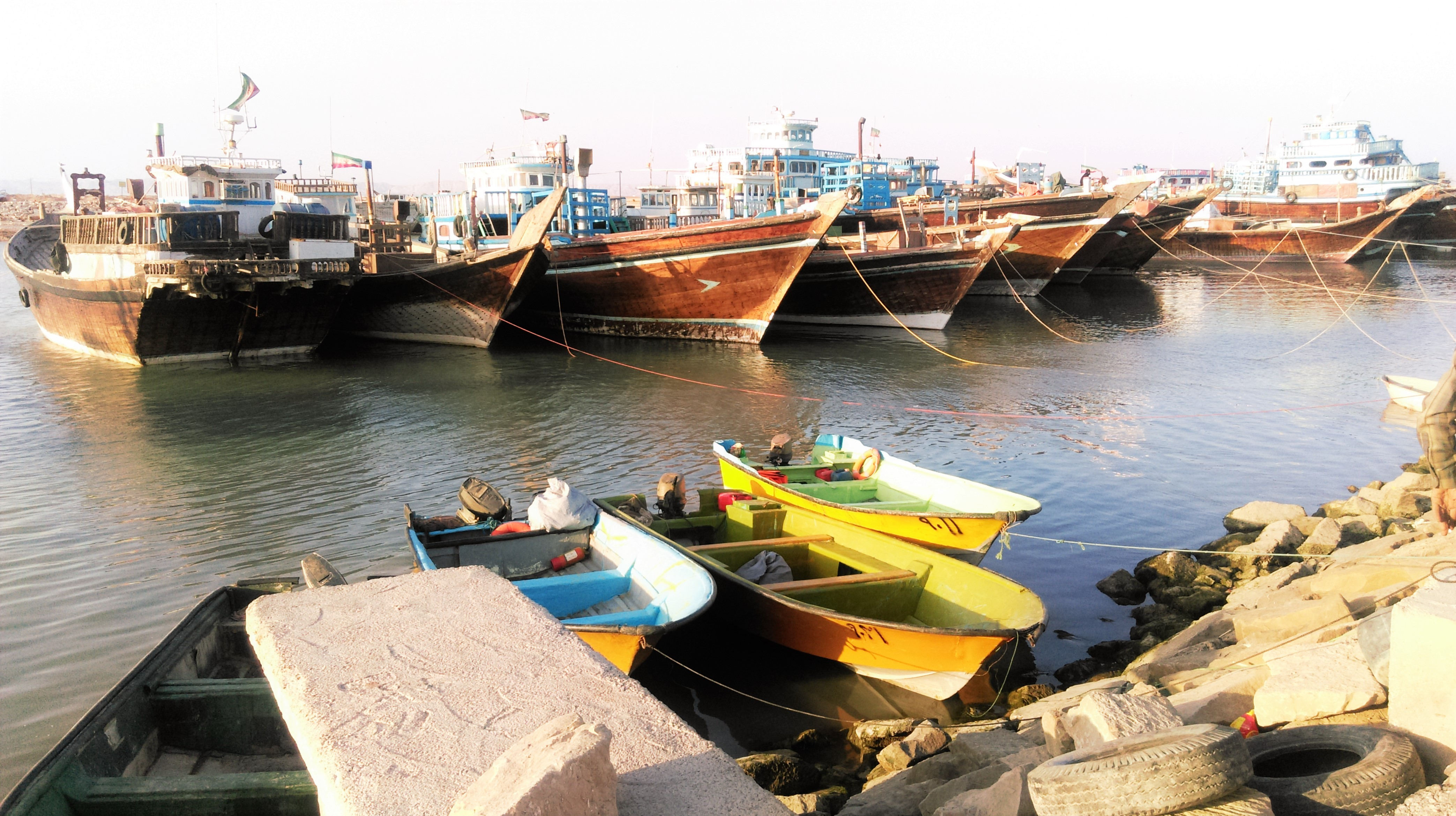
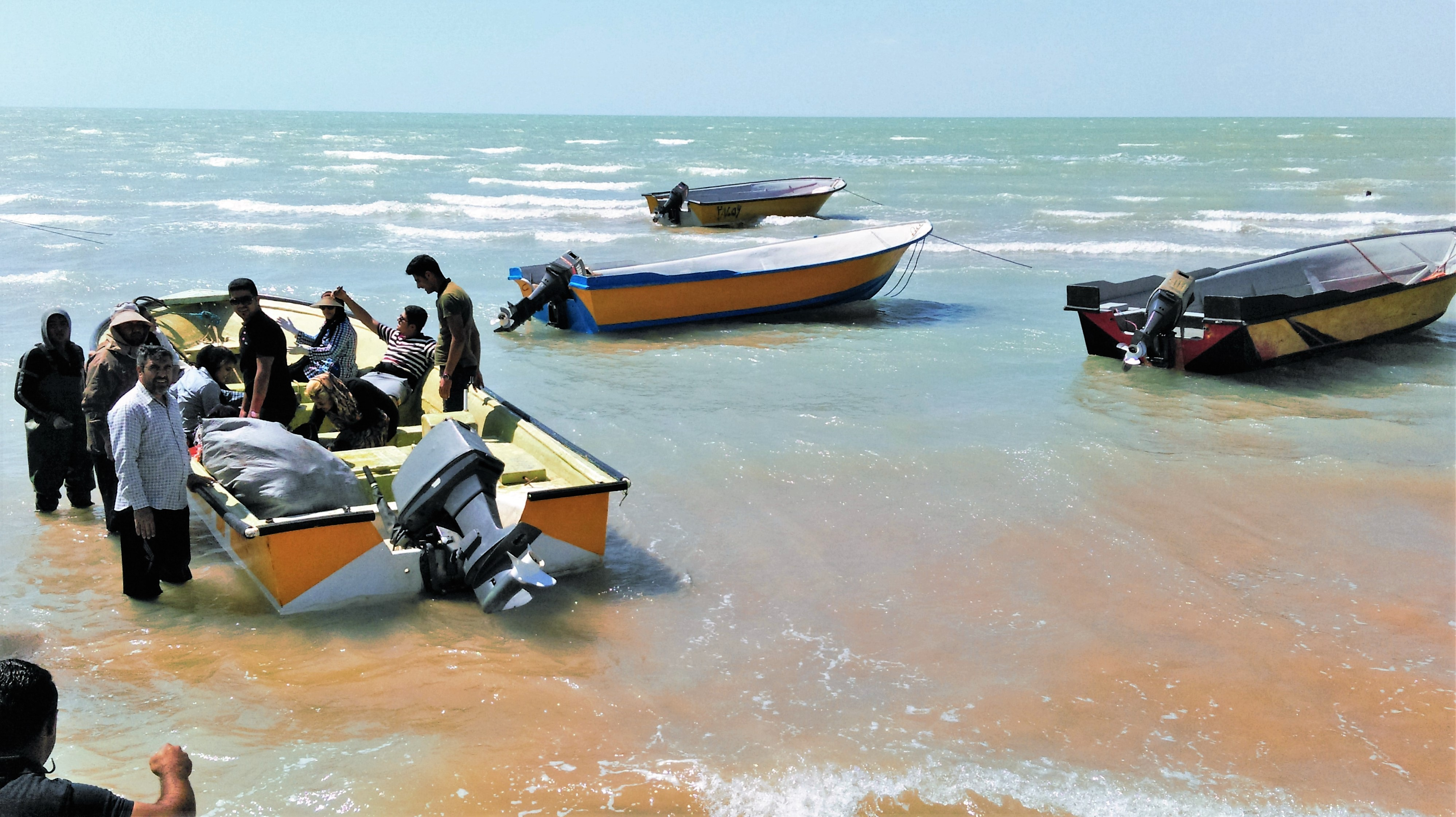